# Грамочель
Грамочель (серб. Грамочељ, Gramočelj; алб. Gramaçel) — село в общине Дечани в исторической области Метохия. С 2008 года находится под контролем частично признанной Республики Косово.

## Административная принадлежность
| Сербская позиция                                                                 | Албанская позиция                                            |
| -------------------------------------------------------------------------------- | ------------------------------------------------------------ |
| входит в общину Дечани Печского округа автономного края Косово и Метохия, Сербия | входит в общину Дечани Джяковицкого округа Республики Косово |

## Население
Согласно переписи населения 1981 года в селе проживало 1133 человека: 1113 албанцев, 16 черногорцев, 1 серб и 1 мусульманин.
Согласно переписи населения 2011 года в селе проживало 1097 человек: 569 мужчин и 528 женщин; 972 албанца, 121 «балканский египтянин», 1 ашкали, 2 лица неизвестной национальности и 1 лицо, не указавшее национальность.
| Численность населения | Численность населения | Численность населения | Численность населения | Численность населения | Численность населения | Численность населения |
| 1948                  | 1953                  | 1961                  | 1971                  | 1981                  | 1991                  | 2011                  |
| --------------------- | --------------------- | --------------------- | --------------------- | --------------------- | --------------------- | --------------------- |
| 499                   | 590                   | 738                   | 877                   | 1133                  | 1335                  | 1097                  |